# Hans Jecht
Hans Jecht (* 1955) ist ein deutscher Berufsschullehrer und Fachbuchautor. Er veröffentlichte Fachbücher in den Bereichen Wirtschaftslehre, Elektronische Datenverarbeitung, Handel; Elektronischer Handel und Wirtschaftspädagogik. Sie erschienen zunächst in Winklers Verlag, später dann im Westermann Verlag. Er ist Herausgeber der einzigen Fachbuchreihe für die Ausbildung zum Kaufmann im E-Commerce. Zudem ist er Verfasser mehrerer Artikel in Fachzeitschriften. Daneben hat er auch verschiedene Drehbücher für Verkaufskundevideos geschrieben und diese auch produziert. Zwischenzeitlich war er auch in der niedersächsischen Lehrerfortbildung tätig.

## Ausbildung und Berufstätigkeit
Nach dem Abitur 1975 am Scharnhorstgymnasium Hildesheim studierte Hans Jecht von 1977 bis 1983 Wirtschaftspädagogik, Wirtschaftsinformatik und Politik an der Georg-August-Universität Göttingen. Anschließend war er ab 1985 Berufsschullehrer in Hannover an der heutigen BBS Cora Berliner (damals BBS Handel Hannover). Bis heute führte er seitdem sehr viele Lehrerfortbildungen in fast allen Bundesländern und auch in der Schweiz durch. Von 1997 bis 2000 arbeitete er als Dezernent beim Niedersächsischen Landesinstitut für Lehrerfort- und -weiterbildung. Ab 2000 war er in Hildesheim an der Friedrich-List-Schule tätig. Seit 2000 ist Hans Jecht zudem Fachleiter Wirtschaft und Fachleiter Handel am Studienseminar Hildesheim für das Lehramt an berufsbildenden Schulen.
Hans Jecht führte auch verschiedene Veranstaltungen zum Thema Improvisationstheater und Unterricht an verschiedenen Bildungsträgern und Hochschulen durch. Er veröffentlichte zu dieser Thematik 2025 das Buch „Vorhang auf für Schlüsselqualifikationen. Förderung von Softskills durch Methoden des Improvisationstheaters“.

## Publikationen (Auswahl)

### Alleiniger Autor
- Warenwirtschaftssysteme, Darmstadt: Winklers Verlag[6]
- EDV im Einzelhandel, Darmstadt: Winklers Verlag[7]
- Fit im Verkauf, Darmstadt: Winklers Verlag[8]
- Unterrichtseinheiten Internet, Darmstadt: Winklers Verlag[9]
- Prüfungstraining Kaufmann/Kauffrau im E-Commerce, Köln Bildungsverlag 1[10]
- Vorhang auf für Schlüsselkompetenzen! Förderung von Softskills mit Methoden des Improvisationstheaters.[11]

### Mit anderen Autoren
- mit Hartwig Heinemeier und Peter Limpke: Wirtschaftslehre für Kaufleute im Einzelhandel, Winklers Verlag, Darmstadt,[12]
- mit Hartwig Heinemeier und Peter Limpke: Wirtschaftslehre für Berufsfachschulen, Braunschweig: Westermann[13]
- mit Hartwig Heinemeier und Peter Limpke: Allgemeine Wirtschaftslehre des Groß- und Außenhandels, Darmstadt: Winklers Verlag,[14]
- mit Hartwig Heinemeier und Peter Limpke Spezielle Wirtschaftslehre des Groß- und Außenhandels, Darmstadt: Winklers Verlag,[15]
- mit Hartwig Heinemeier und Peter Limpke: Handeln im Handel (3 Bände: Grundstufe, Fachstufe 1 und Fachstufe 2), Braunschweig: Westermann[16][17][18]
- Herausgeber und Mitautor mit Alberto Carballo Revilla, Svenja Hausener, Sebastian Hecht, Hartwig Heinemeier, Peter Limpke, Marcel Kunze und Rainer Tegeler Hausener: Kaufmann/Kauffrau im E-Commerce (3 Bände), Westermann, Braunschweig[19][20][21]
- mit Hartwig Heinemeier, Peter Limpke, Marcel Kunze und Rainer Tegeler: Einzelhandel 4.0 (3 Bände), Braunschweig: Westermann[22][23][24]
- mit Hartwig Heinemeier, Peter Limpke, Marcel Kunze und Rainer Tegeler: Groß im Handel (3 Bände), Westermann, Braunschweig[25][26][27]
- mit Ingrid Stephan, Peter Limpke, Marcel Kunze und Rainer Tegeler: Büro & Co. nach Lernfeldern (3 Bände), Braunschweig: Westermann[28][29][30]
- mit Bernd Strahler und Stephan Sausel: Telekooperatives Arbeiten im Internet mit BSCW, Darmstadt: Winklers Verlag[31]
- mit Sabine Sgonina: Lernen und arbeiten in Ausbildung und Beruf, Darmstadt: Winklers Verlag[32]

### Artikel in Fachzeitschriften (Auswahl)
- Warenwirtschaftssysteme als neuer Inhalt der Ausbildung im Einzelhandel (Winklers Flügelstift 2/1989)[33]
- Multimediale Lernprogramme (Winkers Flügelstift 2/2001)[34]
- Virtuelle Lehrerfortbildung (Forum Lehrerfortbildung 33/1999)